# Mida (Shelley)
Mida (Midas) è un dramma in versi scritto da Mary e Percy Bysshe Shelley nel 1820, durante la loro permanenza in Italia. Mary scrisse la gran parte dell'opera, avendo composto il testo in blank verse della pièce, mentre il marito contribuì con due poesie. Rifiutato da diversi periodici e riviste di letteratura per ragazzi durante gli anni 1830, Mida è stato dato alle stampe per la prima volta nel 1922. È ancora oggetto di dibattito se l'opera sia stata scritta per la sola lettura o per la rappresentazione sulle scene. Il dramma combina la storia della contesa musicale tra Apollo e Pan con quella di Mida, il leggendario sovrano frigio che trasformava qualunque cosa toccasse in oro.
L'opera è particolarmente interessata a trattare tematiche di genere, offrendo così un commento ai concetti di mascolinità e femminilità diffusi all'inizio del XIX secolo. Come altre rivisitazioni Romantiche della mitologia greca, anche Mida usa una fonte tradizionale per esplorare criticamente la centralità dell'uomo nella gestione del potere, offrendo anche una satira all'eccessiva brama di denaro. L'interessa per la separazione tra tematiche maschili e femminili si rispecchia anche nello stile dell'opera: la poesia lirica (ossia il contributo di Percy Shelley all'opera) era un genere a cui si dedicavano prevalentemente i poeti maschi, mentre le donne si occupavano della vita quotidiana anche in letteratura. Sin dalla pubblicazione del dramma nel 1922 furono le due poesie di Shelley ad attrarre gran parte dell'interesso dei critici sull'opera, una corrente che si è pero invertita a partire dagli anni novanta, quando lo studio delle opere di Mary Shelley ha cominciato a trattare in modo più rigoroso altre opere dell'autrice al di là di Frankenstein.

## Trama
Atto I
Pan sfida Apollo a una gara musicale a cui Tmolo farà da giudice. Tmolo aggiudica la vittoria ad Apollo, ma Pan protesta e chiede al re Mida di fare da giudice al posto del dio. Apollo è irritato dall'ingerenza umana in faccende divine e punisce Mida dandogli orecchie da asino. Zofrione, il primo ministro frigio, aiuta il re a nascondere le orecchie con una corona speciale, ma nonostante sia sinceramente dispiaciuto per il sovrano non può evitare di trovare l'intera situazione esilarante.
Il cortigiano Asfalione ha intuito che c'è un segreto a corte, ma Zofrione rifiuta di rivelarglielo; tuttavia, non potendo tenere solo per sé un segreto tanto grande, il ministro sussurra alle canne di un campo che Mida ha delle orecchie d'asino. Bacco intanto arriva a palazzo in cerca di Sileno, che Mida ha ospitato con grande generosità. Come ringraziamento, Bacco si offre di esaudire un qualunque desiderio del re: Zofrione gli consiglia di farsi restituire le sue orecchie umane, ma l'avido re chiede invece che ogni cosa che tocchi si trasformi in oro. Mida ottiene ciò che chiede, ma la sua gioia è guastata dalle canne al vento, che sussurrano "Mida ha orecchie d'asino".
Atto II
Mida è entusiasta dei suoi nuovi poteri, anche se i cortigiani si lamentano del peso delle vesti in oro massiccio che devono indossare. Il sovrano arriva a credersi un dio, ma presto di rende conto che il suo dono porta anche dei problemi: dato che il tutto ciò che sfiora diventa d'oro, Mida non riesce neanche più a mangiare. Si pente dunque del desiderio espresso alla divinità e supplica Bacco di togliergli il dono. Il re e i cortigiani fanno sacrifici agli dei e Bacco, impietositosi, consiglia al re di immergersi nel fiume. I cortigiano però si insospettiscono del fatto che il re non si tolga la corona per nuotare e, mentre dorme, gliela sfilano e scoprono le orecchie d'asino.

## Origini

### Composizione e stampa
Stando al suo diario, Mary Shelley scrisse Mida nel 1820, terminando l'opera il 3 aprile. Nella sua biografia di Mary Shelley, Miranda Seymour ha affermato che Mida e Proserpina avrebbero potuto essere scritte per due ragazze che la scrittrice aveva conosciuto in Italia, Laurette e Nerina Tighe, figlie di amici di famiglia. La signora Tighe era stata una studentessa di Mary Wollstonecraft, la madre della Shelley. L'affetto della Shelley per Laurette è anche confermato dal fatto che l'autrice avesse scritto la storia per bambini Maurice o La capanna del pescatore apposta per Laurette.
Nel 1824 la Shelley mandò il manoscritto all'editore Bryan Procter affinché lo pubblicasse sul The Browning Box, ma l'opera fu rifiutata.  Nel 1830, la Shelley tentò nuovamente di far pubblicare l'opera, questa volta sul Forget-Me-Not di Rudolph Ackermann, ma Mida fu rigettato, così come accadde ancora nel 1832, quando l'opera fu inviata ad Alaric Alexander Watts, editore del Literary Souvenir. L'opera fu stampata per la prima volta solo nel 1922, oltre un secolo dopo la sua stesura.

## Contesto storico
Nel 1818 i Shelley si trasferirono in Italia, dove i figlioletti Clara e William morirono rispettivamente nel 1818 e nel 1819. Dopo la morte dei figli, Mary Shelley sprofondò in una profonda depressione, che la portò ad un temporaneamente dal marito. Si riprese soltanto l'anno dopo, con la nascita del figlio Percy Florence Shelley il 12 novembre 1819. Nello stesso periodo la Shelley si avvicinò al mondo del teatro grazie alla lettura dell'opera di Shakespeare, una passione che condivideva con il marito. Percy Shelley credeva nel talento della moglie come autrice drammatica e la incoraggiò a studiare il genere drammatico e a leggere opere teatrali di autori britannici, francesi, italiani e latini. Percy inoltre chiese consiglio alla moglie mentre scriveva la sua tragedia I Cenci, oltre a farle trascrivere il manoscritto del suo dramma lirico Prometeo liberato. Le consigliò anche di tradurre in inglese la tragedia di Vittorio Alfieri Mirra, il cui tema incestuoso le fu di ispirazione per il romanzo Matilda.
Questi furono di studio intenso per la Shelley, che cominciò a studiare il greco nel 1820. Il suo avvicinamento alla cultura classica era già cominciato nel 1815, quando iniziò a leggere le Metamorfosi di Ovidio, che la Shelley stava leggendo anche nel 1820. Altre letture del periodo includono Emilio o dell'educazione e Giulia o la nuova Eloisa di Jean-Jacques Rousseau, ma anche il libro per bambini The History of Sandford and Merton di Thomas Day. La critica letteraria Marjean Purinton ha fatto notare che nel periodo della composizione di Midas la Shelley era particolarmente interessata alla letteratura per bambini, a trattati sull'educazione e a saggi proto-femministi, tra cui le opere della madre Mary Wollstonecraft Thoughts on the Education of Daughters e Original Stories from Real Life.